# Everett Helm
Everett Burton Helm (* 17. Juli 1913 in Minneapolis; † 25. Juni 1999 in Berlin) war ein US-amerikanischer Komponist, Musikwissenschaftler und Journalist.

## Leben
Everett Helm, musikalisch hochbegabt – er war bereits im Alter von fünfzehn Jahren als Domorganist in Faribault tätig –, erhielt zunächst eine humanistische und musikalische Ausbildung am Carleton College in Northfield (Minnesota). Nachdem Everett Helm dort 1934 den akademischen Grades eines Bachelors of Music erworben hatte, wechselte er an die Harvard University nach Cambridge (Massachusetts), wo er die Studien Komposition bei Walter Piston, Kontrapunkt bei Arthur Tillman Merritt, Dirigieren bei Archibald Thompson Davison sowie Musikwissenschaften bei Hugo Leichtentritt aufnahm. 1936 reiste Everett Helm, ihm wurde die John Knowles Paine Traveling Fellowship gewährt, bestehend aus einer Zuwendung von 1.500 $ jährlich für zwei oder drei Jahre Auslandsaufenthalte, nach Europa. Dort studierte Helm zuerst zwei Jahre Komposition bei Gian Francesco Malipiero in Asolo, anschließend bei Ralph Vaughan Williams und Alfred Einstein in England, bevor er 1939 nach seiner Rückkehr in die USA an der Harvard University mit der Arbeit The Beginnings of the Italian Madrigal and the Works of Arcadelt zum Doktor in Musikwissenschaften promoviert wurde.
Helm, der zu Beginn seiner beruflichen Laufbahn mehrere Dozentenstellen bekleidete, hatte von 1944 bis 1946 die Leitung der Musikabteilung des Western College in Oxford (Ohio) inne. In der Folge war er von 1948 bis 1950 als Theater- und Musikoffizier in Deutschland, zunächst in Stuttgart, später in Wiesbaden, eingesetzt. Danach machte er sich als freischaffender Komponist und Musikschriftsteller selbständig, unterbrochen nur in den Jahren 1961 bis 1963 vom Posten des Chefredakteurs von Musical America. Helm, der auch für die New York Times Beiträge schrieb, lebte ab 1963 in Asolo und die letzten zwei Jahre in Berlin.

## Wirken
Everett Helms kompositorisches Werk umfasst Orchesterwerke, und zwar zwei Klavierkonzerte, uraufgeführt 1951 bzw. 1956, Kammermusik, Lieder und Bühnenwerke, nämlich die Funkoper The siege of tottenburg, uraufgeführt 1956, auf Deutsch Die Belagerung von Tottenburg. Als Musikschriftsteller publizierte er neben zahlreichen Zeitschriftaufsätzen unter anderem Studien über frühe italienische Vokalmusik (1960) sowie Monografien über Béla Bartók, Franz Liszt und Peter Tschaikowsky.

## Veröffentlichungen (Auswahl)
- Béla Bartók. (= Rowohlts Monographien, Bd. 50107). Rowohlt, Reinbek bei Hamburg 1965, ISBN 3-499-50107-4.
- Franz Liszt. (= Rowohlts Monographien, Bd. 50185). Rowohlt, Reinbek bei Hamburg 1972, ISBN 3-499-50185-6.
- Peter I. Tschaikowsky. (= Rowohlts Monographien, Bd. 50243). Rowohlt, Reinbek bei Hamburg 1976, ISBN 3-499-50243-7.